# P73
p73，又稱爲TP73，是p53蛋白家族的成員之一，以其分子量爲73kD而得名，存在多種轉錄變體。p73的結構和功能均與p53類似，爲腫瘤抑制蛋白，能調控細胞增殖並促進細胞凋亡。過表達p73的細胞增殖會停止。